# THAP6
THAP6‏ (THAP domain containing 6) هوَ بروتين يُشَفر بواسطة جين THAP6 في الإنسان.